# Emad Hashim
Emad Hashim (Baghdad, 10 febbraio 1969) è un ex calciatore iracheno, di ruolo portiere.

## Carriera
Con la Nazionale irachena ha partecipato ai Coppa d'Asia 1996 e 2000.

## Palmarès

### Club
- Coppa dell'Iraq: 1

Al-Zawraa: 1998